# ليليان فيرنون
ليليان فيرنون (بالإنجليزية: Lillian Vernon)‏ هي سيدة أعمال وكبيرة الإداريين التنفيذيين أمريكية، ولدت في 18 مارس 1927 في لايبزيغ في ألمانيا، وتوفيت في 14 ديسمبر 2015 في مانهاتن في الولايات المتحدة بسبب مرض.

## وصلات خارجية
- ليليان فيرنون على موقع إن إن دي بي (الإنجليزية)